# Heroes & Generals
Heroes & Generals є безкоштовною грою в жанрі шутер від першої особи і стратегії в реальному часі. Дії розгортаються в час Другої світової війни. Розроблена гра і опублікована Рето-Moto. Reto-Moto був заснований деякими оригінальними засновниками IO Interactive та серії Hitman . Розробники назвали це «грою масової участі», на відміну від традиційної масової багатокористувацької онлайн-гри, де дії в FPS-частині гри відображаються на стратегічній частині. Гравець може використовувати зброю з Німеччини, США та Радянського Союзу .

## Ігровий процес

### Штурм
При нападі одна команда захищатиметься від команди, що наступає, або в рідкісних випадках дві команди, що наступають. Мета наступальної команди — захопити дві-три (залежно від карти) основні контрольні точки, тоді як оборонна команда повинна захищати ці точки. Ці основні контрольні пункти пов'язані між собою меншими стратегічними позиціями, які повинні бути зайняті до того, як наступний наступний пункт стане придатним для захоплення. Команда, що наступає, виграє, якщо захопить усі основні контрольні точки, тоді як захисна команда може перемогти, протримавшись з усіма основними контрольними точками, поки таймер не закінчиться, або захопивши всі контрольні точки команди, що наступає. Гравці не можуть грати в штурм, поки рівень їхнього гравця не буде IV. Це розблоковує карти Штурму, після чого всі солдати, що належать цьому гравцеві, можуть грати в Штурм, незалежно від рангу.

## Маркетинг та випуск
7 жовтня 2011 року Reto-Moto випустив перший тизер-трейлер альфа-версії Heroes & Generals як ексклюзивне відео на GameTrailers .
Гра була випущена для Microsoft Windows через Steam як попередня бета-версія 11 липня 2014 р.
Гра була офіційно запущена 23 вересня 2016 р.